# Эмир Худайдад
Эмир Худайдад (1322—1419) (чагат.امير خدايداد) — улусбег Моголистана и эмир Кашгарии из племени доглат. Сын одного из основателей Моголистана — Эмира Буладжи. Правил собственным эмиратом Манглай-Субе в течение девяноста лет. За свою жизнь "своими руками возвёл семерых ханов на престол Моголистана". Согласно «Тарихи-и-Рашиди» был похоронен в Медине после совершения хаджа.

## Потомки
- Эмир Сайид Али
- Саниз Мирза
- Мухаммад Хайдар Мирза
- Мирза Мухаммад Хайдар
- Мирза Абу Бакр
- Мирза Ахмад-ван бек  (ум. 1864)
- Мирза Хамид-бек ибн Ахмад-ван
- Мирза Мухаммад-бек ибн Хамид-бек